# 許慧欣
許慧欣（1976年12月5日—），台灣前女歌手、前演員，出生於美國德州。2002年1月發行首張個人唱片《快樂為主》出道，並憑藉此專輯獲得第14屆金曲獎最佳新人獎。曾與張學友在音樂劇《雪狼湖》中合作，並於台灣、香港與中國大陸巡迴演出。妹妹許嘉凌（Ivy）也在台灣演藝圈發展。

## 簡介

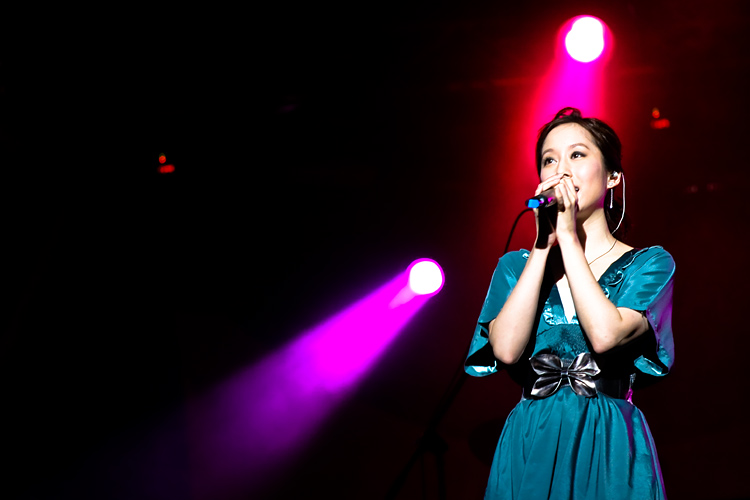
許慧欣參與位于东方明珠塔「2007 Chinese Live Earth Concert」

許慧欣出生於美國德州，從小在美國長大。就讀德州休士頓大學心理學系，大學二年級時因為進入演藝圈出道而肄業。許慧欣有一個姊姊和一個妹妹。
許慧欣在讀大學時，因幫朋友的朋友Benny錄製的Demo而意外被前經紀人韓羅賢發掘。2002年1月3日發行首張個人專輯《快樂為主》出道，同年9月20日發行第二張專輯《孤單芭蕾》。年底《快樂為主》賣破11萬張，許慧欣成為台灣2002年唱片銷量最佳的新進女歌手。
2003年，由於首張專輯《快樂為主》入圍第14屆金曲獎「最佳新人獎」以及第二張專輯《孤單芭蕾》的成功，唱片公司替許慧欣取了「雪白歌姬」的稱號，也於7月8日推出第三張專輯《美麗的愛情》。同年8月2日的第14屆金曲獎頒獎典禮，許慧欣成功奪下最佳新人獎，唱片公司因此順勢再推出《美麗的愛情 欣光閃耀慶功版》。

## 個人生活
2009年11月14日蘋果日報報導許慧欣和妹妹許嘉凌曾經在台灣申請過中華民國身份證。
2013年10月6日許慧欣在峇里島和交往3年的圈外男友Dennis完婚。婚后隐退歌坛。2015年4月，透過微博宣布怀孕，同年10月6日，诞下一女。

## 音樂作品

### 音樂專輯
| 發行日期       | 專輯名稱               | 曲目 |
| 2002年1月3日   | 快樂為主               | 曲目 1. 快樂為主 2. 愛情抗體 3. 兩個人的下雪天 4. Happy 5. 暫時一個人 6. 第一個找你 7. 口紅指甲油 8. All About Us 9. Let You Go 10. Don't Come Back To Me |
| 2002年9月20日  | 孤單芭蕾               | 曲目 1. 孤單芭蕾 2. 忽然很想你 3. 學會 4. 特別來賓（Rap：潘瑋柏） 5. Keep It Up 6. 大手拉小手 7. 魚兒水中游 8. Lay You Love 9. 幸福的味道 10. 連接 |
| 2003年7月8日   | 美麗的愛情             | 曲目 1. 失戀不敗 2. 愛的原味 3. 我美麗的愛情 4. 快樂靠自己 5. 七月七日晴 6. 自然反應 7. My Love Will Be True 8. 獨立宣言 9. 感謝 10. A Song For You |
| 2004年6月16日  | 幸福                   | 曲目 - CD 1. 大風吹 2. 我要輕輕為你唱首歌 3. 幸福 4. 誰怕誰 5. 肯定就是你 6. 愛過以後 7. 悲傷獨角獸 8. 愛不簡單 9. 愛情精靈 10. 我們 - AVCD 1. 大風吹（MV） 2. 愛情微舒打 |
| 2005年11月15日 | 萬中選一（新歌＋精選） | 曲目 - CD 1 1. 萬中選一（新歌） 2. 倔強的背後（新歌） 3. 愛情輪廓（新歌） 4. What Do I Do（新歌） 5. 喜欣戀旧（Mix典藏版） - CD 2 1. 孤單芭蕾 2. 愛情抗體 3. 兩個人的下雪天 4. 大風吹 5. 特別來賓（Rap：潘瑋柏） 6. 七月七日晴 7. 我要輕輕為你唱首歌 8. 失戀不敗 9. 戀愛頻率 - 許慧欣、許志安 10. 學會 11. 快樂為主 12. 誰怕誰 13. 我美麗的愛情 14. 愛的原味               |
| 2006年10月6日  | 謎                     | 曲目 1. 詩‧水蛇‧山神廟 2. 威尼斯迷路 3. 陪你等天亮 - 許慧欣、潘瑋儀 4. 謎 5. 不哭了 6. Stereo的愛情故事 7. 與狼共舞 8. 什麼 9. 放愛情一個假 10. 轉圈圈 |
| 2008年7月11日  | 欣的記憶（影音DVD+CD） | 曲目 - CD 1. 記憶鋼琴 2. 萬眾矚目 3. 純屬意外 - DVD 1. 記憶鋼琴（MV） 2. 萬眾矚目（MV） 3. 純屬意外（MV） 4. 快樂為主（MV） 5. 愛情抗體（MV） 6. 兩個人的下雪天（MV） 7. 孤單芭蕾（MV） 8. 忽然很想你（MV） 9. 失戀不敗（MV） 10. 七月七日晴（MV） 11. 大風吹（MV） 12. 萬中選一（MV） 13. 詩‧水蛇‧山神廟（MV） 14. 陪你等天亮（MV） - 許慧欣、潘瑋儀 15. 威尼斯迷路（MV） |
| 2009年5月22日  | 愛·極限                | 曲目 1. 愛·極限 2. 幸福的糖e 3. 失眠 4. 綻花 5. 香水百合 - 許慧欣、宮尚義、張力仁 6. 漩渦 7. 誠實 8. 和你一起 9. 平凡的浪漫 10. Wonderland |
| 2013年1月11日  | 欣·進化                | 曲目 1. 黑天鵝 2. 美好的時光 3. 淚水的盡頭 4. 愛綻放 5. 妳的小說 6. 星星 7. 一個人唱歌 8. 今天開始永遠 9. 月色 10. Anything Goes |

### 非音樂專輯單曲
| 年份   | 歌名             | 備註                                       | 性質                           | 收錄唱片                    | 發行           |
| 2003年 | Universal Love   | 潘瑋柏、Energy合唱                         |                                | U Love                      | 環球音樂       |
| 2005年 | 心動心痛         | 劉畊宏合唱                                 |                                | 彩虹天堂                    | 新力博德曼音樂 |
| 2005年 | 愛的世界         | B.A.D、V.I.P合唱                           |                                | B.A.D同名專輯               | 科藝百代       |
| 2005年 | 愛的奇蹟         | 張杰合唱                                   |                                | 第一張                      | 環球音樂       |
| 2005年 | 大舞會           | 張學友、于毅、陳潔儀、杜鶴、田寧等20名合唱 |                                | 雪狼湖[全新國語版]          | 環球音樂       |
| 2005年 | 流星下的願       | 張學友合唱                                 |                                | 雪狼湖[全新國語版]          | 環球音樂       |
| 2005年 | 兩個他一個理想   | 陳潔儀合唱                                 |                                | 雪狼湖[全新國語版]          | 環球音樂       |
| 2005年 | 愛是永恆         | 張學友合唱                                 |                                | 雪狼湖[全新國語版]          | 環球音樂       |
| 2005年 | 情人佳節         | 張學友等20名合唱                           |                                | 雪狼湖[全新國語版]          | 環球音樂       |
| 2005年 | 愛狼說           | 張學友等20名合唱                           |                                | 雪狼湖[全新國語版]          | 環球音樂       |
| 2005年 | 歡樂嘉年華       | 張學友等18名合唱                           |                                | 雪狼湖[全新國語版]          | 環球音樂       |
| 2005年 | 雪愛狼「悼念篇」 |                                            |                                | 雪狼湖[全新國語版]          | 環球音樂       |
| 2005年 | 懺悔             |                                            |                                | 雪狼湖[全新國語版]          | 環球音樂       |
| 2005年 | 痛恨             | 于毅合唱                                   |                                | 雪狼湖[全新國語版]          | 環球音樂       |
| 2005年 | 愛是永恆         | 張學友等15名合唱                           |                                | 雪狼湖[全新國語版]          | 環球音樂       |
| 2007年 | 星之翼           | 大國翼星群星合唱                           |                                | 翼之星2007                  | 大國翼星娛樂   |
| 2007年 | 給我音樂         | 亞洲廣播電台台歌                           |                                | 翼之星2007                  | 大國翼星娛樂   |
| 2008年 | 夢想製造         | K ONE合唱                                  | 《萬人拍電影》主題曲           |                             | 大國翼星娛樂   |
| 2011年 | 副作用           |                                            | 電視劇《艋舺耀輝》插曲         |                             |                |
| 2011年 | 還愛不夠         | 李威合唱                                   | 電視劇《艋舺耀輝》片尾曲       |                             |                |
| 2011年 | 美好             |                                            | 電視劇《男女生了沒》主題曲     |                             |                |
| 2011年 | 幸福的被窩       |                                            | 電視劇《男女生了沒》插曲       |                             |                |
| 2011年 | 老伴             |                                            | 電視劇《愛在桐花紛飛時》主題曲 |                             |                |
| 2011年 | 月圓思念         |                                            | 電影《麵引子》主題曲           |                             |                |
| 2012年 | 完美旅行         |                                            | 淘寶旅行2012主題曲             |                             |                |
| 2012年 | 問情詩           | 張智堯合唱                                 | 電視劇《楚留香新傳》插曲       |                             |                |
| 2012年 | 美人香           |                                            | 電視劇《楚留香新傳》片尾曲     |                             |                |
| 2013年 | 只是玩笑         |                                            | 電影《港都》插曲               | 電影《港都》原聲帶          | 玉山娛樂       |
| 2013年 | 我的愛           | 范逸臣合唱                                 | 電視劇《K歌·情人·夢》插曲      | 電視劇《K歌·情人·夢》原聲帶 | 無限延伸娛樂   |
| 2013年 | Rock For Love    | 范逸臣合唱                                 | 電視劇《K歌·情人·夢》插曲      | 電視劇《K歌·情人·夢》原聲帶 | 無限延伸娛樂   |
| 2013年 | 太認真           |                                            | 電視劇《K歌·情人·夢》插曲      | 電視劇《K歌·情人·夢》原聲帶 | 無限延伸娛樂   |

## 演唱會
| 年 份  | 名稱                                                        |
| ------ | ----------------------------------------------------------- |
| 2013年 | eVonne許慧欣的童話故事（【Legacy Taipei 傳】 音樂展演空間） |

## 演出作品

### 音樂劇
| 年 份  | 名稱                                  | 飾演         |
| ------ | ------------------------------------- | ------------ |
| 2005年 | 張學友創意音樂劇 雪狼湖               | 寧靜雪       |
| 2010年 | 百老匯音樂劇海上情緣（Anything Goes） | 荷普（Hope） |
| 2011年 | 百老匯音樂劇海上情緣（Anything Goes） | 蕾諾（Reno） |

### 音樂短片
- 張杰－愛的奇蹟
- 何潤東－每次想到你
- 黃敏豪－心靈相通
- B.A.D.－愛的世界
- 張學友－不想失去你
- 劉畊宏－心動心痛
- 翼之星2007－星之翼
- 林凡－過期

### 電影
| 年 份  | 導 演  | 片 名    | 角 色  |
| ------ | ------ | -------- | ------ |
| 2007年 | 潘長江 | 大胃王   | 芙蓉   |
| 2013年 | 周守訓 | 港都2012 | 葉涵妮 |
| 2021年 | 陳奕先 | 叱咤風雲 | 許娜   |

### 配音
| 年 份  | 導 演         | 片 名              | 角 色    |
| ------ | ------------- | ------------------ | -------- |
| 2012年 | 左宏元 李祐寧 | 封神傳奇之驅魔英雄 | 配音女媧 |

### 電視戲劇
| 年份   | 電視台           | 劇名                       | 角色       | 備註                   |
| ------ | ---------------- | -------------------------- | ---------- | ---------------------- |
| 2002年 | 中視             | 天下無雙                   | 許慧欣     | 客串（第10集、第15集） |
| 2003年 | 台視             | 心動列車（南向北向的列車） | 小五       |                        |
| 2006年 | 中視             | 國光異校                   | 唐雅桐     | 客串（第3集）          |
| 2006年 | 中視             | 星蘋果樂園                 | 許慧欣     | 客串（第20集）         |
| 2008年 | 東森綜合台       | 不良笑花                   | 美麗天神   | 第2、7、12、13、14集   |
| 2010年 | 上海生活时尚频道 | 美女不坏                   | 白憶心     |                        |
| 2011年 | 中視             | 男女生了沒                 | Yvonne     | 客串（第23集）         |
| 2011年 | 公視             | 愛在桐花紛飛時             | 夏小雨     |                        |
| 2012年 | 迪士尼頻道       | 課間好時光一年二班         | 許伊凡老師 |                        |
| 2013年 | 華視、華視HD頻道 | K歌情人夢                  | Karen      |                        |

## 出版作品

### 書籍
| 年份          | 書名                                        | 出版社 | ISBN            |
| 2003年7月14日 | eVonne的自然反應（Everyday eVonne）個人影集 | 平裝本 | ISBN 9578034288 |
| 2007年1月23日 | 琴迷威尼斯 情歌寫真樂譜                     | 尖端   | ISBN 9571032832 |

## 得獎紀錄
| 年份          | 獲提名 | 獎項                                                  | 結果 |
| ------------- | ------ | ----------------------------------------------------- | ---- |
| 2001年        |        | TVB8金曲榜最佳女新人獎                                | 獲獎 |
| 2002年1月18日 |        | 首次進入大成報校園巨星榜第九名                        | 獲獎 |
| 2002年2月19日 |        | 民生報報導為農曆新年銷量最佳新人                      | 獲獎 |
| 2002年4月12日 |        | 首度打敗群芳勇奪大成報校園巨星排行榜第一名            | 獲獎 |
| 2002年-2003年 |        | 華語各大唱片新人獎項                                  | 獲獎 |
| 2002年        |        | 全球華語音樂榜中榜入圍最受歡迎新人獎                  | 獲獎 |
| 2002年        |        | TVB8金曲榜最佳女新人獎                                | 獲獎 |
| 2002年        |        | MTV封神榜音樂獎封神榜TOP20人氣歌手                    | 獲獎 |
| 2002年        |        | IT Fm 年度百首單曲-愛情抗體、孤單芭蕾                 | 獲獎 |
| 2002年        |        | 年度HITO聲猛新人獎—聲猛女聲                           | 獲獎 |
| 2002年        |        | 年度HITO友好獎                                        | 獲獎 |
| 2002年        |        | 新城國語力新勢力女歌手                                | 獲獎 |
| 2003年        |        | 金曲紅人頒獎禮最受歡迎紅人—新人獎                     | 獲獎 |
| 2003年        |        | 第十四金曲獎流行音樂類—最佳新人獎                     | 獲獎 |
| 2003年        |        | 第九屆全球華語音樂榜中榜最受歡迎TOP50入圍最受歡迎新人 | 獲獎 |
| 2003年        |        | G-Music風雲榜白金音樂獎                               | 獲獎 |
| 2003年        |        | TVB8金曲榜金曲獎                                      | 獲獎 |
| 2003年        |        | 港台最具風格女新人獎                                  | 獲獎 |
| 2004年        |        | TVB8金曲榜第四季季選                                  | 獲獎 |
| 2004年        |        | 第三屆MTV封神榜音樂獎分神榜TOP20人氣歌手              | 獲獎 |
| 2004年        |        | 音樂先鋒榜 台灣最佳創作女歌手獎                       | 獲獎 |
| 2006年        |        | 雪碧音樂流行榜 港台金曲獎-威尼斯迷路                  | 獲獎 |
| 2006年        |        | 雪碧音樂流行榜 台灣地區最具才華獎                     | 獲獎 |
| 2008年        |        | 中國音樂聯播榜冠軍-記憶鋼琴                           | 獲獎 |
| 2009年        |        | 新城國語力歌曲-愛極限                                 | 獲獎 |
| 2009年        |        | 新城國語力跳唱歌手                                    | 獲獎 |
| 2009年        |        | 第七屆東南勁爆音樂榜-最可愛女藝人獎                   | 獲獎 |
| 2010年        |        | 中國能量女性獎                                        | 獲獎 |

## 外部連結
- 許慧欣的Facebook專頁
- 許慧欣的Instagram帳戶
- 許慧欣的新浪微博
- YouTube上的許慧欣頻道
- 許慧欣在互联网电影资料库（IMDb）上的資料（英文）
- 許慧欣在香港影庫上的簡介
- 華文影史庫 許慧欣 簡介 （页面存档备份，存于）